# Verdala Palace
Het Verdala Palace is een paleis in de gemeente Siġġiewi op Malta. Tegenwoordig is het de officiële residentie van de president van Malta.

## Geschiedenis
Al tijdens de regering van grootmeester Jean de la Valette stond er op de huidige plaats van het paleis een jachtverblijf. In 1586 werd er tijdens het bewind van Hugues Loubenx de Verdalle een paleis op de plek gebouwd. De Maltese architect Glormu Cassar was verantwoordelijk voor de bouw van het kasteel.
Door de grootmeesters Jean Baptiste de Lascaris de Castellar en Antonio Manoel de Vilhena verder uitgebouwd. Na de komst van Napoleon op het eiland werd het kasteel tijdelijk gebruikt als een gevangenis. In 1850 werd het kasteel gerenoveerd in opdracht van de Engelse gouverneur van het eiland. Het diende daarna als de zomerresidentie van de gouverneurs. Tegenwoordig is het de zomerresidentie van de Maltese president.

## Trivia
- Het Verdala Palace diende als filmlocatie in een aflevering van de HBO-televisieserie Game of Thrones in 2011.